# William Waterhouse
William Waterhouse est un bassoniste britannique né à Londres le 18 février 1931 et mort à Florence le 5 novembre 2007.

## Biographie
William Robert Waterhouse naît le 18 février 1931 à South Norwood, Londres,.
Il étudie au Royal College of Music le basson sous la direction d'Archie Camden (en) et comme musicien d'orchestre commence sa carrière au sein de l'orchestre Philharmonia.
Entre 1953 et 1955, il joue dans l'orchestre du Royal Opera House puis devient entre 1955 et 1958 premier basson de l'Orchestre de la Suisse italienne à Lugano. Il retourne ensuite à Londres comme premier basson à l'Orchestre symphonique de Londres avant d'occuper le même poste à l'Orchestre symphonique de la BBC entre 1964 et 1982,.
Comme chambriste, William Waterhouse est membre à compter de 1959 du Melos Ensemble, avec lequel il réalise de nombreux enregistrements et effectue plusieurs tournées en Europe et aux États-Unis. Avec cette formation, il grave notamment toute la musique de chambre pour instruments à vent de Beethoven ainsi que des œuvres de Nielsen, Janacek, Poulenc, Schubert et Jean Françaix, dont le Divertissement pour basson et cordes, partition qui lui est dédiée. Comme soliste, il enregistre la Sonate pour basson d'Anton Liste,.
Comme pédagogue, il est nommé professeur de basson au Royal Manchester College of Music en 1966, poste qu'il occupe jusqu'en 1996,.
Il est également traducteur et travaille avec des éditeurs de musique, notamment Musica Rara et Universal Edition. Avec Henry Skolnick, il fonde Bassoon Heritage Edition à Fort Lauderdale, en Floride, qui imprime des classiques en fac-similé.
En 1972, Wiliam Waterhouse est professeur invité à l'Université de l'Indiana, à Bloomington. À son retour au Royaume-Uni, il rédige les entrées relatives au basson pour le New Grove Dictionary of Music. Tout en continuant à travailler avec l'orchestre de la BBC, il devient l'exécuteur littéraire du spécialiste du basson Lyndesay Langwill. S'ensuit la responsabilité de préparer une édition révisée de l'Index of Musical Wind-Instrument Makers de Langwill. À la mort de Langwill en 1983, Waterhouse hérite de tous ses livres et documents d'archives et s'investit durant dix années dans le projet.
Comme interprète, il est le dédicataire de plusieurs œuvres, de Stanley Weiner, Elliot Schwarz, Gordon Jacob (la Partita pour basson seul et la Suite pour basson et quatuor à cordes), et Jean Françaix (le Divertissement ainsi que le Trio pour hautbois, basson et piano), notamment,.
Comme auteur, il a publié une bibliographie de la musique pour basson (Londres, 1962) et a édité de nombreuses œuvres pour basson. Waterhouse a aussi constitué une collection de bassons, qui a été exposée au festival d'Édimbourg en 1983, dont le catalogue, The Proud Bassoon (Edimbourg, 1983), retrace le développement historique de l'instrument.
Il meurt le 5 novembre 2007,, à Florence.